# Marc Demers
Pour les articles homonymes, voir Demers.
Marc Demers est un policier et un homme politique canadien qui a occupé la fonction de maire de Laval de novembre 2013 à novembre 2021. Il est membre et ancien chef du Mouvement lavallois,.

## Biographie
Marc Demers entame sa carrière en 1971 comme policier pour la ville de Laval, où il œuvre essentiellement à titre d’enquêteur assigné à la section des crimes majeurs. Il agit aussi comme administrateur du Fonds de pension des employés de la ville de Laval et occupe la fonction de vice-président de la Fraternité des policiers de Laval.
Demers détient une formation d’enquêteur et de gestionnaire de crises et est titulaire d’un certificat en gestion de l’Université du Québec à Trois-Rivières. Il est d'ailleurs formateur auprès de policiers, notamment pour la police de Laval, le Collège canadien de la police à Ottawa, l’Université du Québec à Montréal et l’Université de Montréal.

### Vie personnelle
Marc Demers vient d’une famille de cinq enfants. Il avait moins d’une dizaine d’années quand son père décède subitement. Les conditions de vie de la famille Demers deviennent alors plutôt modestes. Demers conjugue ses études au secondaire avec un travail régulier au garage du coin, afin d’appuyer sa mère dans la prise en charge de la famille.
Marc Demers réside à Laval depuis 1967. Il habite tour à tour dans les quartiers de Laval-Ouest, Chomedey, Laval-des-Rapides, Pont-Viau et Fabreville. 
Grand-père de six petits-enfants, il est marié depuis 1974 à Jeanne d’Arc Bélisle, avec qui il a trois enfants.

### Carrière policière
En 1971, Demers est recruté par le Service de police de Laval et entame alors sa carrière comme agent-patrouilleur au poste 12, dans le quartier Chomedey.
De patrouilleur, il devient sergent en 1980 puis, quelques années plus tard, lieutenant-détective à la division des enquêtes criminelles du Service de police de Laval. Il prend sa retraite du service de police en 2001.

### Carrière politique
Demers s'est également impliqué au niveau politique, d’abord comme organisateur pour les députés bloquistes Serge Ménard et Nicole Demers, et comme candidat pour le Parti québécois en 2007 et 2008. En 2012, il participe également à l’élection de Léo Bureau-Blouin dans la circonscription de Laval-des-Rapides.

#### Maire de Laval
Marc Demers remporte l’élection du 3 novembre 2013, avec une majorité de plus de 23 000 voix sur son plus proche opposant ce qui lui donne plus de 44 % du suffrage populaire exprimé. Sous la bannière du Mouvement lavallois, il fait élire dix-sept conseillers municipaux sur l'ensemble des 21 sièges que compte la ville. 
À son arrivée en poste, Demers veille à mettre en place des mesures pour remettre de l’ordre dans l'administration municipale lavalloise, gravement écorchée par les allégations de fraude et de corruption émanant de l'administration de l'ancien maire Gilles Vaillancourt. À cette fin, il met en place, dès 2014, le Bureau de la protection de l'intégrité et de l'éthique municipale de Laval, doté d'une ligne téléphonique de signalement. En 2015, il amorce une campagne contre le pipeline Énergie Est de la compagnie TransCanada.
Demers et son équipe en profitent d'ailleurs pour réorganiser l’administration municipale. Ainsi, la haute direction de la Ville est complètement renouvelée et restructurée selon une nouvelle philosophie d'ouverture à l'égard des citoyens. Le maire lance également le plus important exercice de planification stratégique jamais réalisé à Laval. Avec la participation des citoyens et la collaboration étroite de l’administration inspirée par de nouvelles façons de faire, il met de l’avant la réflexion « Repensons Laval », une planification de la ville s'étendant jusqu’en 2035. 
En parallèle, le maire Demers instaure les bases de la vaste consultation citoyenne qui mènera à l’adoption du schéma d’aménagement, une pièce majeure pour le développement urbain de la ville. Le schéma d’aménagement, laissé inchangé depuis 1990, s’implante dans une version plus moderne et consensuelle au cours des premières semaines du mois d’août 2017.
Dans l'optique de protéger l’environnement et de mettre fin au développement anarchique de la ville, le maire et son équipe votent deux règlements de contrôle intérimaires (RCI) pour y émettre rapidement des balises temporaires en attendant que la vision du schéma d’aménagement soit adoptée. C’est dans cet ordre d’idées que l’administration Demers vote un premier RCI pour protéger les grands secteurs boisés de Laval et, un autre, pour limiter la hauteurs des édifices à 15 étages.  
Peu après son entrée en fonction, le maire et son équipe établissent une liste de projets d'infrastructure régionaux et locaux qui sont prioritaires. Parmi ces priorités, la Ville réalise la Place Bell, une salle de spectacle d’envergure, constituée de trois glaces dont une de dimension olympique qui abrite le Rocket de Laval, le club-école des Canadiens de Montréal. Au niveau des infrastructures de proximité, deux centres communautaires sont bâtis à partir de 2017 et ouvrent leurs portes en 2019,. 
Durant son premier mandat, le maire s'attelle également à rétablir la confiance des citoyens dans leur administration municipale. Il améliore les budgets consacrés au bureau du vérificateur général et à l’ombudsman de la ville tout en les assurant d’une indépendance totale. Enfin, il revoit le code d’éthique des élus et celui des employés municipaux en y insérant pour les individus concernés l’obligation de dénoncer les situations faisant accroc à l’éthique. 
Tel que promis aux citoyens, il récupère des sommes d’argent qui avaient été détournées des coffres de la ville de Laval par la corruption et la collusion durant l'ère Vaillancourt. Au mois d’août 2017, la Ville de Laval est la seule municipalité du Québec à avoir relevé ce défi en touchant des sommes qui, valent environ 50 millions de dollars.  
Outre ces réalisations, le maire Demers tient d’autres engagements, notamment en gelant le compte moyen de taxes en 2014 et en offrant le transport en commun gratuit aux personnes de 65 ans et plus.
Au cours de ce premier mandat la qualité de l’administration municipale sous Marc Demers a été reconnue par des prix prestigieux décernés notamment par l’Union des municipalités du Québec, par l’École nationale d’administration publique et l’Institut d’administration de Québec. Il faut aussi noter que la firme S&P Global (auparavant Standard & Poor’s), en se fondant sur la stabilité et l’excellence de l’administration municipale, accorde la meilleure cote de crédit du Québec à la Ville de Laval. 
Marc Demers, se présente le 5 novembre 2017 pour obtenir un second mandat des électeurs de Laval. Il est réélu en obtenant 46 % des voix.
En mars 2021, il annonce qu'il ne se présentera pas pour un troisième mandat comme maire de Laval aux élections municipales de novembre 2021, et ce, pour des raisons familiales.

## Affaire judiciaire
En juillet 2018, Marc Demers est condamné à 7 500 $ d'amende pour diffamation envers l'ancien conseiller municipal Pierre Anthian.